# José Ramón Calvo
José Ramón Calvo (Murcia, 10 de mayo de 1805-Madrid, 17 de enero de 1873) fue un actor de teatro español. 

## Biografía
Hijo del militar José Calvo y de Leonor Rubio, nació el 10 de mayo de 1805 en Murcia y se trasladó años después a Madrid, donde comenzó a trabajar en el Teatro del Príncipe. Entre sus trabajos destacan obras como Valentin Rompelanzas, Entre bobos anda el juego, Jorge el Armador y La alquería de Bretaña. Tuvo tres hijos con Lorenza Revilla, dos de ellos actores, Rafael y Ricardo, y otro dramaturgo, Luis.